# Cantonul Bais
Cantonul Bais este un canton din arondismentul Mayenne, departamentul Mayenne, regiunea Pays de la Loire, Franța.

## Comune
| Comune                      | Populație (1999) | Cod poștal | Cod INSEE |
| --------------------------- | ---------------- | ---------- | --------- |
| Bais                        | ...              | 53160      | 53016     |
| Champgenéteux               | ...              | 53160      | 53053     |
| Hambers                     | ...              | 53160      | 53113     |
| Izé                         | ...              | 53160      | 53120     |
| Jublains                    | ...              | 53160      | 53122     |
| Saint-Martin-de-Connée      | ...              | 53160      | 53239     |
| Saint-Pierre-sur-Orthe      | ...              | 53160      | 53249     |
| Saint-Thomas-de-Courceriers | ...              | 53160      | 53256     |
| Trans                       | ...              | 53160      | 53266     |